# Royal Sovereignklasse

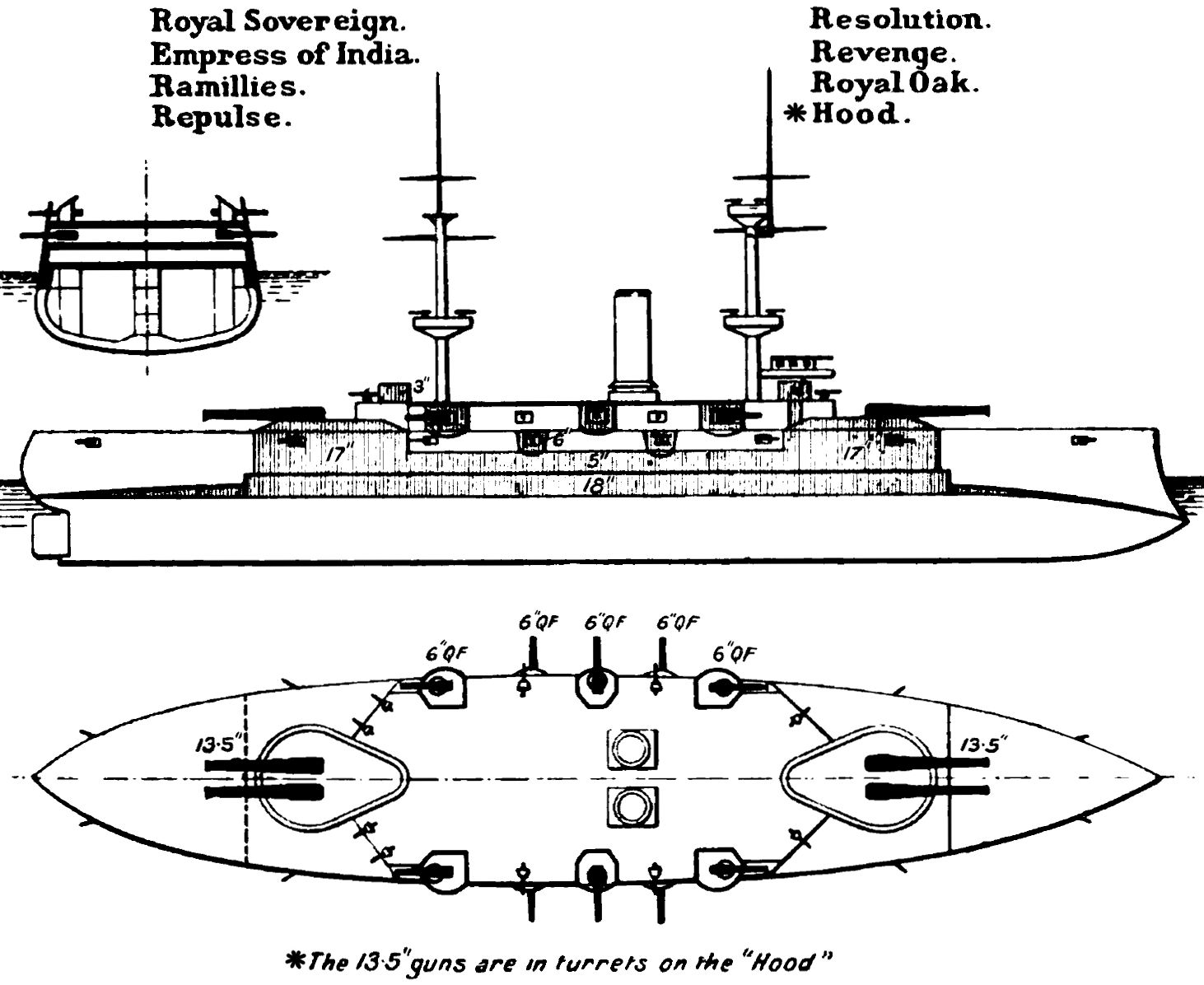
Zij- en bovenaanzicht

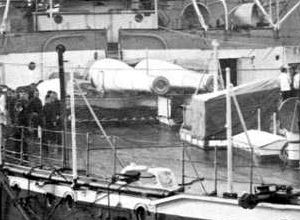
2x 13,5-inch kanonnen in barbette op HMS Empress of India

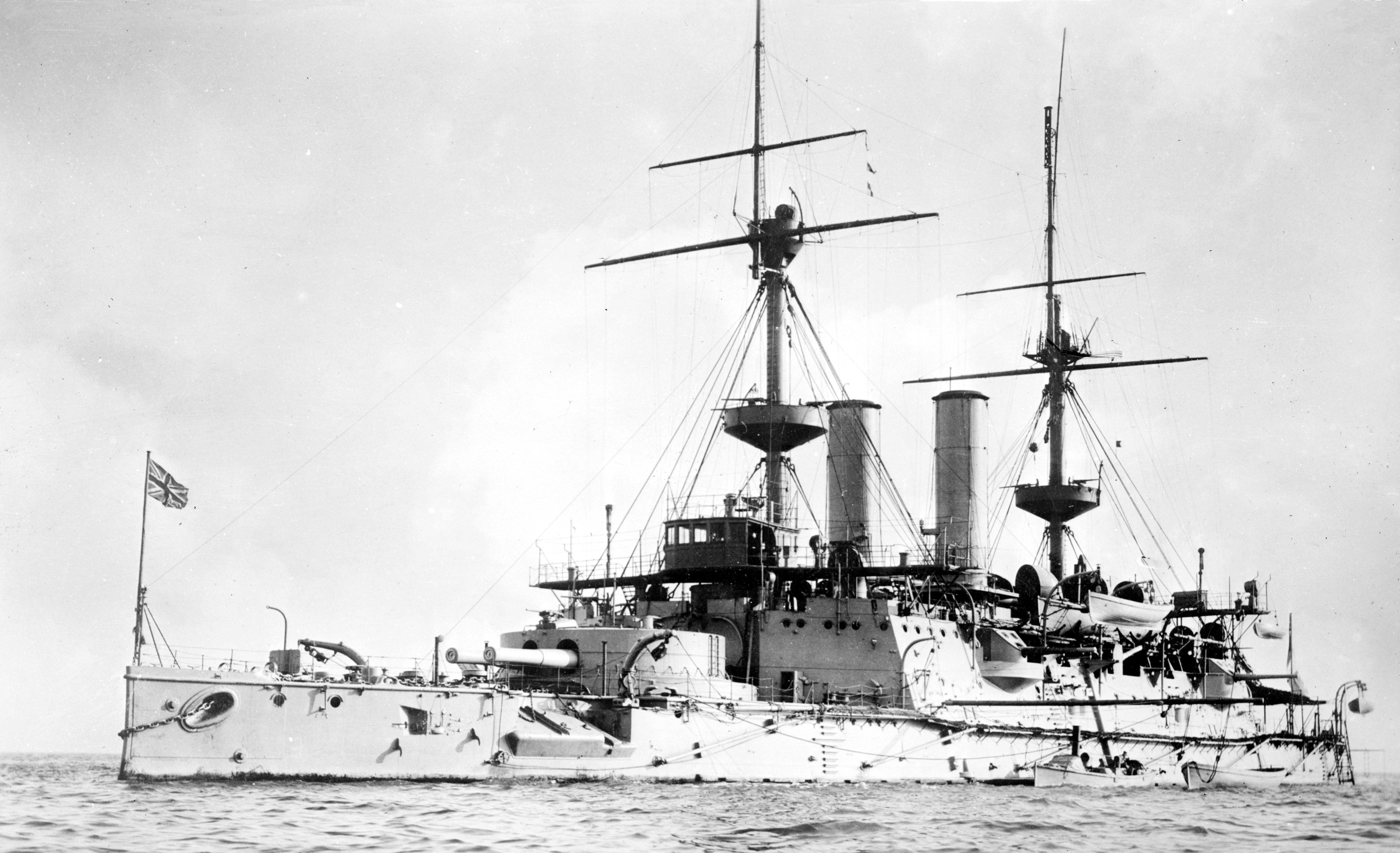
HMS Hood (1891)

De Royal Sovereignklasse was een Britse scheepsklasse die uit acht slagschepen bestond. William White was de ontwerper en het ontwerp was gebaseerd op de schepen van de Admiralklasse. Alle zeven schepen weren binnen 2 jaar gebouwd en waren onderdeel van de Naval Defence Act van 1889 dat voorzag in de bouw van de 10 slagschepen in vijf jaar.

## Inzet
De kracht van deze scheepsklasse lag voornamelijk in de kwantiteit. Ze hebben weinig actie gezien, ze zijn ingezet in het Kanaal en de Middellandse Zee. Vanaf 1902, slechts tien jaar na de in dienst name van het laatste schip, werden de schepen van de Royal Sovereignklasse alleen nog maar ingezet in Britse thuiswateren. Vanaf 1907 waren ze, net alle andere pre-Dreadnought schepen verouderd door de komst van de HMS Dreadnought en werden ze in reserve gehouden. Tegen 1914 waren 6 van de 7 schepen gesloopt alleen de HMS Revenge diende langer en werd in 1915 omgedoopt tot HMS Redoubtable om in 1919 uit dienst te worden genomen.

## Technische kenmerken
De schepen van de Royal Sovereignklasse hadden een lengte van 115,8 m, een breedte van 22,9 m en een diepgang 8,4 m en een vrijboord van 5,5 m. Twee derde van het schip was bedekt met een pantsergordel dat een maximale dikte had van 460 mm. De schepen hadden een waterverplaatsing van 14.337 ton. De twee schroeven werden aangedreven door twee stoommachines en acht stoomketels die in totaal 9.000 pk leverde. Hierdoor konden de schepen een maximumsnelheid halen van zo'n 18 knopen. Een bemanning van 712 koppen was nodig om deze schepen in bedrijf te houden. Bij een snelheid van 10 knopen hadden de schepen een bereik van 4.720 zeemijlen.

## Bewapening
De primaire bewapening bestond uit 4x 340mm kanonnen. Daarnaast hadden ze een secundaire bewapening van 10x 150mm kanonnen, 16x 6-ponders, 12x 3-ponders en 7x 455mm torpedolanceerbuizen. De vier zwaarste kanonnen waren opgesteld in barbettes op het voor- en achterschip.

## Schepen van de klasse
- HMS Royal Sovereign
- HMS Hood
- HMS Empress of India
- HMS Ramillies
- HMS Repulse
- HMS Resolution
- HMS Royal Oak
- HMS Revenge

HMS Hood was de enige in deze klasse waarbij de kanonnen in een geschuttoren waren geplaatst. Dit bood een betere bescherming van de geschutbemanning tijdens de strijd, maar had als belangrijk nadeel dat de torens veel zwaarder waren. HMS Hood kwam hierdoor dieper in het water te liggen en de vrijboord was kleiner.